# أكيهيرو ياماغوتشي
أكيهيرو ياماغوتشي (باليابانية: 山口観弘 ) (و. 1994  م) هو سباح ياباني، ولد في كاغوشيما، كاغوشيما.
.

## التعليم
تعلم في جامعة تويو.

## روابط خارجية
- أكيهيرو ياماغوتشي على موقع الاتحاد الدولي للسباحة (الإنجليزية)
- أكيهيرو ياماغوتشي على موقع SwimRankings.net (الإنجليزية)